# Liste der Naturdenkmale in Zingst
Die Liste der Naturdenkmale in Zingst nennt die Naturdenkmale in Zingst im Landkreis Vorpommern-Rügen in Mecklenburg-Vorpommern.

## Naturdenkmale
| Bild | Nr.        | Bezeichnung                                                                                      | Standort                                             | Beschreibung                                                         | Schutzzweck | Verordnung                                                                    |
| ---- | ---------- | ------------------------------------------------------------------------------------------------ | ---------------------------------------------------- | -------------------------------------------------------------------- | ----------- | ----------------------------------------------------------------------------- |
| BW   | 96/1       | Stieleiche                                                                                       | Klosterstraße (54° 26′ 18,8″ N, 12° 40′ 58,8″ O)     |                                                                      |             |                                                                               |
| BW   | 96/2       | Eibe                                                                                             | Nehmzowsgang (54° 26′ 15,6″ N, 12° 41′ 8″ O)         |                                                                      |             |                                                                               |
| BW   | 96/3       | Stieleiche                                                                                       | Störtebekerstraße (54° 26′ 13,1″ N, 12° 41′ 15,7″ O) |                                                                      |             |                                                                               |
| BW   | fnd_vr_003 | Heidelandschaft mit Königsfarn und Sumpfbärlapp südwestlich der alten Straminke (Zingster Heide) | (54° 26′ 1,3″ N, 12° 42′ 51,2″ O)                    | Erste Festsetzung 1975. Wertvolles Biotop, wertvolle Pflanzenart(en) |             | Beschluss des Rates des Kreises Ribnitz-Damgarten Nr. 84-17/75 vom 17.07.1975 |
| BW   | fnd_vr_005 | Ilexvorkommen Revier Zingst Abt. 20                                                              | (54° 26′ 7,8″ N, 12° 39′ 10,8″ O)                    | Erste Festsetzung 1975. Wertvolle Pflanzenart(en)                    |             | Beschluss des Rates des Kreises Ribnitz-Damgarten Nr. 84-17/75 vom 17.07.1975 |
| BW   | fnd_vr_007 | Wacholdervorkommen Revier Zingst Abt. 23 östlich Butterwieck                                     | (54° 26′ 16,8″ N, 12° 38′ 37″ O)                     | Erste Festsetzung 1975. Wertvolles Biotop, wertvolle Pflanzenart(en) |             | Beschluss des Rates des Kreises Ribnitz-Damgarten Nr. 84-17/75 vom 17.07.1975 |